# Verdelite
La verdelite è una varietà di elbaite.

## Storia
I giacimenti di verdelite situati nel Brasile non furono accessibili prima del XVIII secolo.
Come gemma è stata introdotta abbastanza di recente nel mercato europeo delle pietre preziose.

## Abito cristallino
I cristalli hanno delle forme di prismi allungati e striati con base triangolare a volte biterminati.

## Origine e giacitura
La verdelite è tipica delle pegmatiti, ma talora si può trovare in graniti e rocce scistose del tipo: micascisti, calcescisti e cloritoscisti.
Il materiale da taglio viene perlopiù dalle pegmatiti e raramente si rinviene nei depositi alluvionali come ciottoli arrotondati.

## Forme in cui si presenta in natura
La verdelite appare generalmente priva di inclusioni visibili a prima vista, tuttavia ad occhio nudo si possono vedere dei canali posti in modo irregolare in parte riempiti da liquidi o bollicine gassose.
Talvolta il minerale può presentare l'effetto del gatteggiamento.

## Proprietà chimico-fisiche
Il minerale è piroelettrico e piezoelettrico. Il minerale presenta pleocroismo.

## Località di ritrovamento
- In Italia: nell'Isola d'Elba[1];
- In Brasile: Aracualltinga, Minas Novas e presso Teófilo Otoni (Minas Gerais); nello stato di Piauí[1]
- In Africa: nel Madagascar; nello Zimbabwe; nel Mozambico[1];
- In Asia: nello Sri Lanka; presso il fiume Allingar nella provincia di Laghman (Afghanistan)[1].

## Il taglio
La pietra viene tagliata a cabochon.

## Pietre simili
- Smeraldo[1]
- Olivina[1]
- Tsavolite[1]
- Dioptasio[1]
- Zircone[1]

## Esemplari notevoli
Allo Smithsonian Institution sono conservati delle verdeliti del Mozambico, del peso di 122,9 carati, e del Brasile, pesanti 117 carati.